# Kotajk

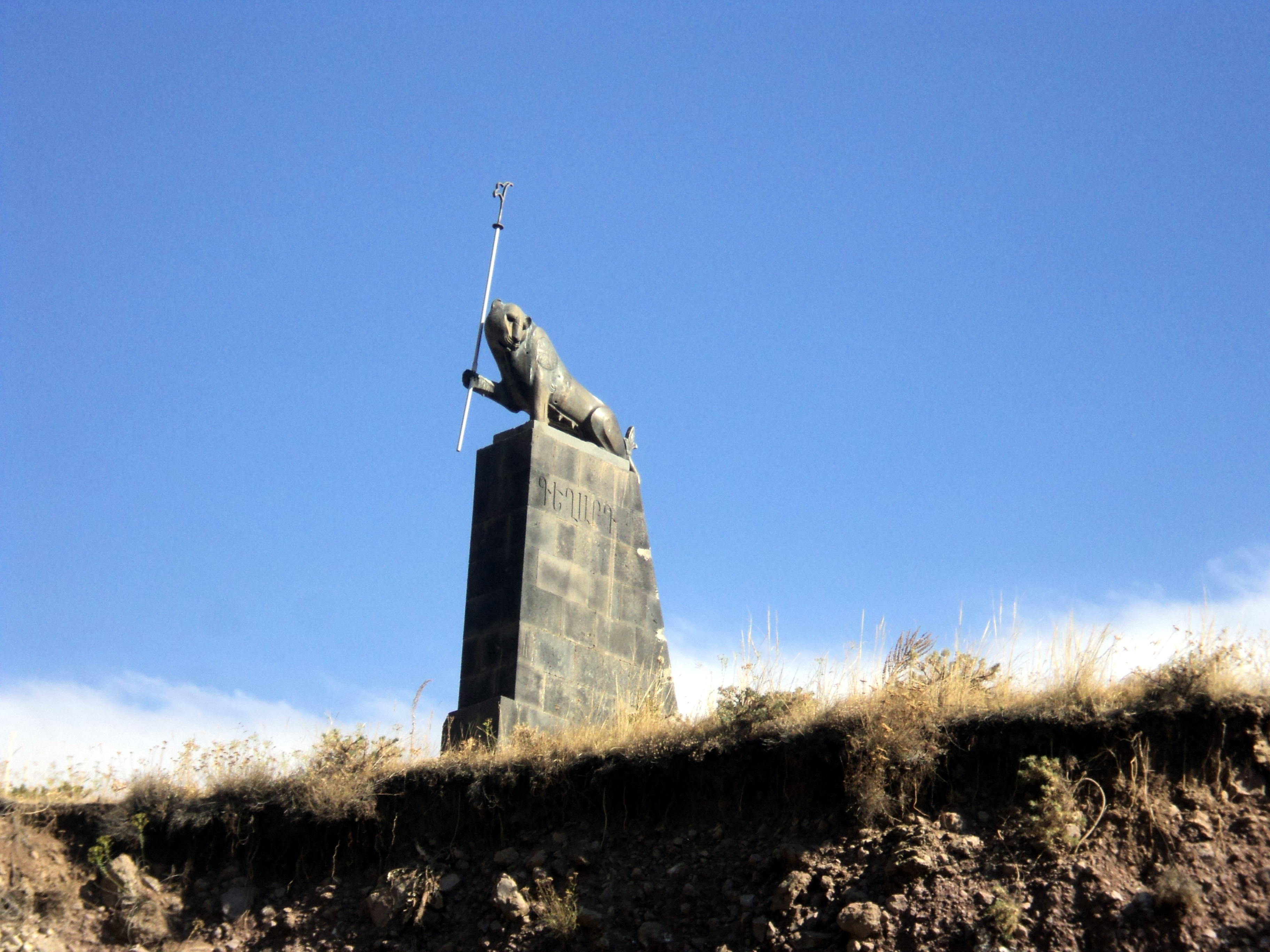
Lejonet i Geghard

Kotajks läge i Armenien

Kotajk (armeniska: Կոտայք) är en provins i Armenien. Huvudorten är Hrazdan och den största staden är Abovjan. Provinsen hade 254 397 invånare (2011). Provinsen har sitt namn efter den historiska Ajraratprovinsen i Kungariket Armenien.
I provinsen ligger Templet i Garrni från första århundradet efter Kristus, medeltidsfästningen Bjnis fästning, 11th-century Kecharisklostret från 1000-talet och klostret i Geghard från 1200-talet. 
I Kotajk finns också vintersportorterna Tsaghkadzor och Aghveran.
Kotajk gränsar till följande provinser:
- Lori - norr
- Tavusj - nordöst
- Gegharkunik - öst
- Ararat - söder
- Aragatsotn - väst